# Feistritztal
Feistritztal är en kommun i distriktet Hartberg-Fürstenfeld i förbundslandet Steiermark i Österrike. Centralort är Hirnsdorf.
Kommunen består av sju orter (Ortschaften) (inom parentes invånarantal 1 januari 2024):

- Blaindorf (298)
- Hirnsdorf (665)
- Hofing (160)
- Illensdorf (219)
- Kaibing (368)
- Sankt Johann bei Herberstein (364)
- Siegersdorf bei Herberstein (293)

Kommunen bildades den 1 januari 2015 genom en sammanslagning av kommunerna Blaindorf, Hirnsdorf, Kaibing, Sankt Johann bei Herberstein och Siegersdorf bei Herberstein.